# بکر ۳۵۲۲
سیارک ۳۵۲۲ (به انگلیسی: 3522 Becker، نامگذاری:1941SW) سه هزار و پانصد و بیست و دومین سیارک کشف شده‌است که در ۲۱ سپتامبر ۱۹۴۱ کشف شد.
قدر مطلق سیارک برابر ۱۲٫۳۰ است.